# Metrowagonmasch 81-717/714

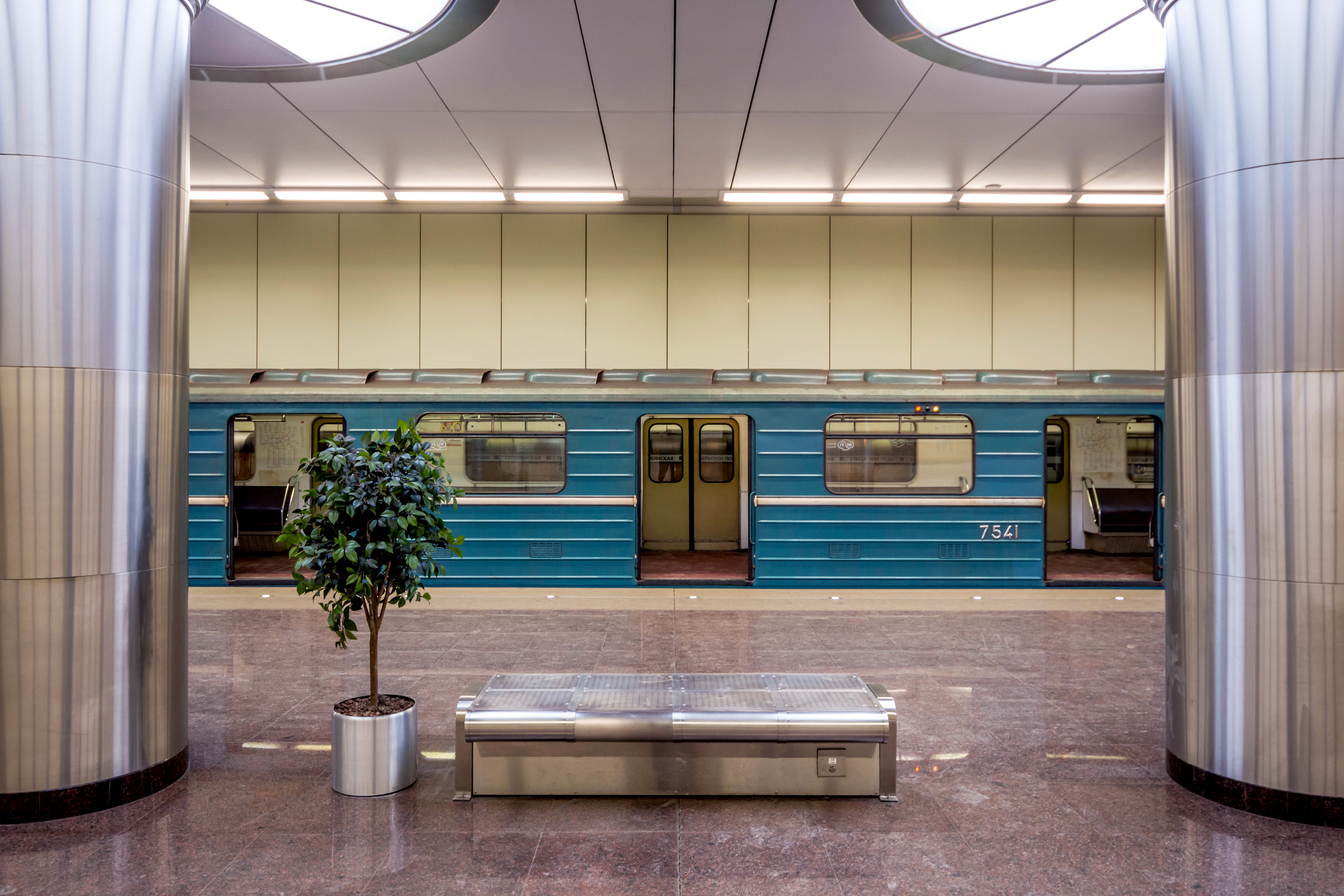
Baureihe 81-717/714, Seitenansicht

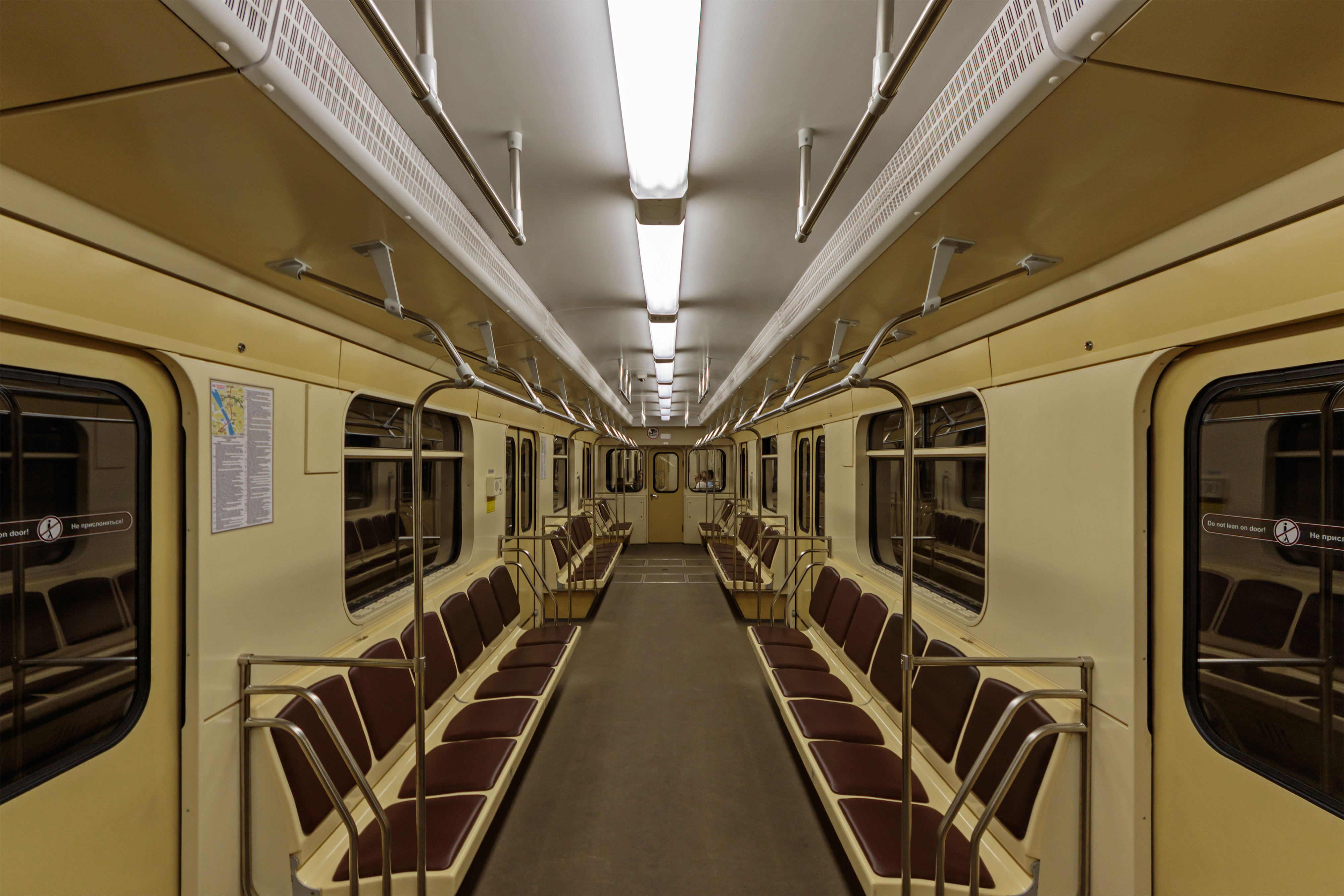
Baureihe 81-717/714, Innenansicht

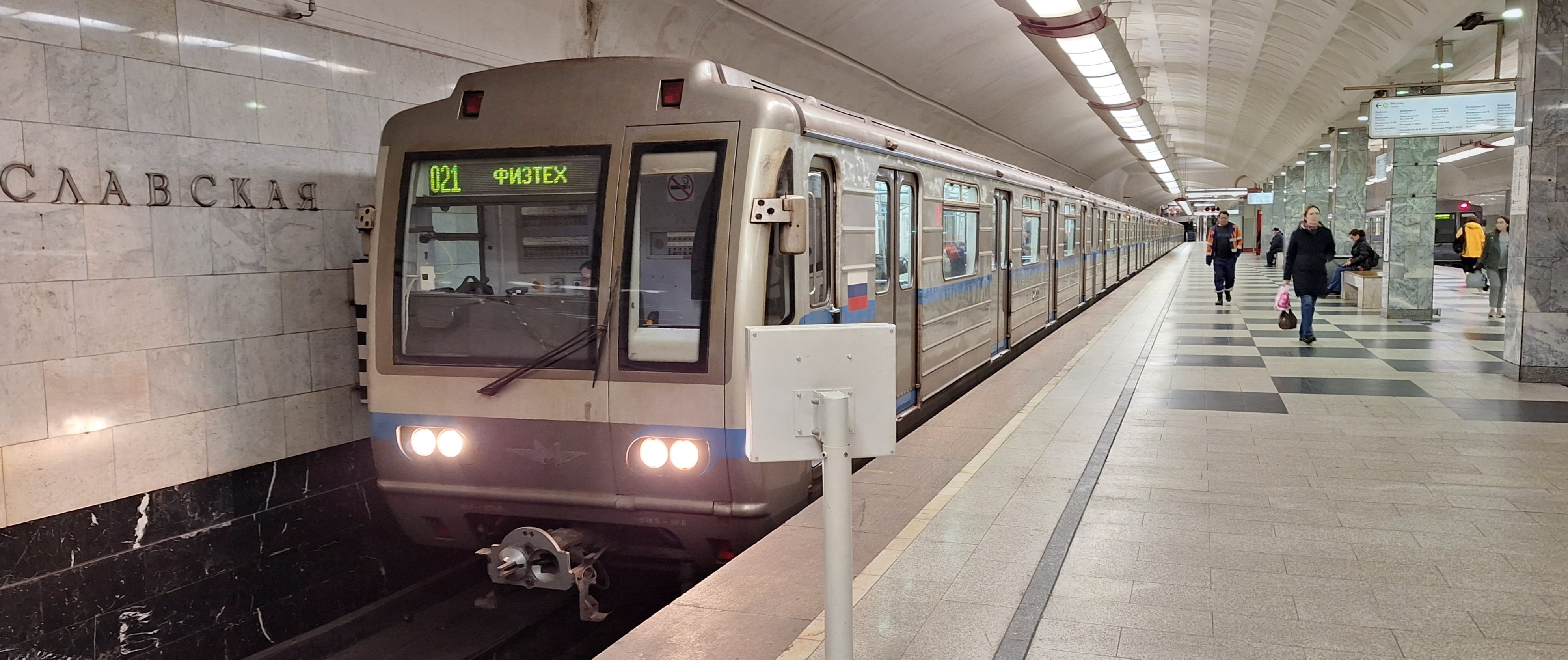
81-717.6

Die Baureihe 81-717/714 ist gegenwärtig die am häufigsten verwendete Baureihe der U-Bahn-Fahrzeuge in Russland und mehreren anderen Staaten des ehemaligen Ostblocks. Die aus der Produktion des Metrowagonmasch-Werkes in Mytischtschi bei Moskau sowie der Jegorow-Werke (auch Wagonmasch-Fabrik genannt) in Sankt Petersburg stammenden Züge sind unter anderem in der Metro Moskau, der Metro Sankt Petersburg, aber auch in Kiew, Budapest, Tiflis, Jerewan und Warschau im täglichen Einsatz.

## Entstehungsgeschichte
Die ersten Modelle der Baureihe 81-717/714 wurden Mitte der 1970er Jahre entwickelt. Die Notwendigkeit einer neuen Baureihe ergab sich zu jener Zeit aus immer weiter steigenden Fahrgastzahlen der Moskauer Metro und zusätzlich aus mehreren größeren Bauvorhaben der Metro im Vorfeld der Olympischen Spiele, die 1980 in der sowjetischen Hauptstadt stattfinden sollten. Die noch in den 70er Jahren serienmäßig produzierten und bis dahin vorwiegend zum Einsatz kommenden Fahrzeuge der Baureihe E sowie einige ältere Modelle waren – vor allem wegen ihrer relativ geringen Platzkapazität – für den Einsatz auf besonders stark beanspruchten Linien zunehmend weniger geeignet. Die Erarbeitung einer neuen Baureihe übernahm nun das Metrowagonmasch-Werk. 1976 wurden schließlich sechs Wagen hergestellt und anschließend über ein Jahr lang im Einsatz getestet. Wenig später wurden die ersten Wagen der neuen Reihe für den Einsatz auf der Ringlinie ausgeliefert. Die Serienproduktion der Baureihe 81-717/714 wurde im Metrowagonmasch-Werk im Jahre 1978 aufgenommen; darüber hinaus wurden die Testwagen in die Leningrader Jegorow-Maschinenbauwerke für Erforschungszwecke geliefert, woraufhin dort 1980 ebenfalls mit der Serienproduktion der Züge begonnen wurde.
Im Unterschied zu den älteren Baureihen wurde die Platzkapazität der Wagen 81-717/714 gesteigert, indem sämtliche Mittelwagen nun ohne unnötigen Platz beanspruchende Führerstände hergestellt wurden. Ein gänzlich neues Design wurde für die Stirnfront der Endwagen entwickelt – unter anderem durch eine Neuanordnung der Leuchten und das zentrierte Anbringen des Herstellerlogos – sowie für den Innenraum der Wagen, der insbesondere durch erstmaligen Einsatz von Leuchtstofflampen um einiges heller wurde als dies bei Vorgängern der Fall war. Des Weiteren wurden mehrere technische Verbesserungen vorgenommen, unter anderem bei der Traktionsausrüstung, den Bremsen sowie in der Innenausstattung der Führerstände. Anstelle der Schaltwerkssteuerung der Reihe E verfügen die Wagen der Reihe 81-717/714 über eine Thyristorsteuerung, die Fahrmotorleistung erhöhte sich von 68 auf 110 kW.
Bereits kurz nach der Aufnahme der Serienproduktion in Moskau wurden die Nomernyje, wie die Wagen inoffiziell bis heute genannt werden (der schlichtweg als „Nummernwagen“ zu verstehende Spitzname geht darauf zurück, dass die Baureihe 81-717/714 die erste U-Bahn-Wagenbaureihe der damaligen Sowjetunion war, deren Bezeichnung eine Zahl statt wie bisher üblich ein Buchstabe war), in beachtlicher Stückzahl ins Moskauer Depot Krasnaja Presnja ausgeliefert, welches die Ringlinie bedient. Außerdem wurde die 1979 neu eröffnete Linie 8, genauer gesagt ihr Depot Nowogirejewo, komplett mit Zügen der neuen Baureihe bestückt. Mit Aufnahme der Serienproduktion in Leningrad fing man auch dort an, den alten Fuhrpark durch die 81-717/714er Wagen zu ersetzen. Bereits um 1980 entwickelte Metrowagonmasch ein für den Export modifiziertes Modell 81-717.1 bzw. 81-714.1, welches daraufhin nach Prag ausgeliefert wurde.

## Versionen
Bei sämtlichen Modellen und Modifikationen der Baureihe wird zwischen den Wagentypen 717 und 714 unterschieden: Die ersteren sind die Endwagen mit Führerstand, während es sich bei den 714er Wagen um die Mittelwagen handelt, die an der Stelle des Führerstandes jeweils sechs zusätzliche Sitz- sowie ein paar Stehplätze haben.
Mit Ausnahme einiger Exportmodelle entsprachen die von der Aufnahme der Serienproduktion an bis Ende der 1980er Jahre hergestellten Nomernyje-Züge dem 1976 entwickelten Modell. Für den Export hingegen wurden geringfügig überarbeitete Modifikationen der Baureihe 81-717/714 schon seit 1980 entwickelt. So wurde für die Prager Metro die Variante 81-717.1/714.1 ausgeliefert, die vor allem einen anderen Anstrich bekam als das ursprüngliche Modell und außerdem auf die in Europa übliche Normalspur hin ausgerichtet war. Das für die Budapester Metro etwa ein Jahr später entwickelte und auf ähnliche Weise modifizierte Modell, das dort ebenfalls seit Anfang der 1980er Jahre Verwendung findet, bekam die Bezeichnung 81-717.2/714.2. Die Budapester Wagen haben wegen der von oben bestrichenen Stromschiene von den übrigen Fahrzeugen abweichende Stromabnehmer.
Die erste größere Weiterentwicklung der Baureihe erfolgte seit 1987. Insbesondere wurde oft die unzureichende Brandfestigkeit der Fahrzeuge bemängelt, nachdem es im April desselben Jahres zu einem – ohne ernsthafte Personenschäden ausgegangenen – Wagenbrand in einem Tunnel der Moskauer Metro gekommen war. Wenig später stellte das Metrowagonmasch-Werk das modifizierte Modell 81-717.5/714.5 vor, das etliche Verbesserungen in Bezug auf Brandschutz und technische Ausrüstung erhielt. 1988 nahm sowohl Metrowagonmasch als auch die Leningrader Jegorow-Werke die Serienproduktion des neuen Modells auf. Auch dieses Modell wurde zur Grundlage einiger später entwickelten Exportmodifikationen: Anfang der 1990er Jahre entstanden in den Metrowagonmasch-Werken die Modelle für die sich damals noch in Bau befindlichen U-Bahnen Warschaus und Sofias, die die Bezeichnungen 81-717.3/714.3 respektive 81-717.4/714.4 erhielten. Ausgeliefert wurden sie mit der Eröffnung dieser U-Bahn-Systeme in den Jahren 1995 bzw. 1998.
1993 entwickelte Metrowagonmasch schließlich eine nochmals verbesserte Modifikation der Baureihe. Diese erhielt die Bezeichnung 81-717.5M/714.5M und beinhaltete etliche technische Neuerungen, so unter anderem stärkere Motoren. Dieses Modell wurde auch in den nächsten Jahren weiterentwickelt: Beispielsweise fallen die Modifikationen von 2001 im Innenraum durch neuartige, vandalismusbeständigere Sitze auf. Die 81-717.5M/714.5M-Züge wurden bislang an die Moskauer sowie an die Kiewer Metro ausgeliefert. Auf Basis von 81-717.5M/714.5M entstand auch das Modell 81-717.2М/714.2М, welches seit Mitte der 1990er Jahre an die Metro Budapest ausgeliefert wurde, sowie 2002 ein Nachfolgemodell im Auftrag der Metro Baku. Seit Ende der 90er Jahre werden im Auftrag der Moskauer und der Petersburger Metro die bis dahin hergestellten Wagen der Baureihe sukzessive einer Modernisierung unterzogen, bei der sie technisch auf den Stand des Modells 81-717.5M/714.5M gebracht werden.

## Gegenwart und Zukunft der Baureihe
Die U-Bahn-Fahrzeuge der Baureihe 81-717/714 und ihrer Modifikationen sind gegenwärtig auf vier von insgesamt 13 Linien der Moskauer Metro im Einsatz. In Russland und der übrigen GUS werden sie in allen dortigen U-Bahn-Systemen mit Ausnahme der Metro Kasan eingesetzt, außerhalb der ehemaligen Sowjetunion in Budapest, Prag, Sofia und Warschau.
Im Jahre 2006 erteilte die Moskauer Metro an die Metrowagonmasch-Werke einen Auftrag für die Entwicklung eines neuen Modells der Baureihe, das voraussichtlich die Bezeichnung 81-717.6K/714.6K haben wird. Diese wird seit Ende 2007 getestet und bietet zahlreiche Neuheiten in der Außen- und Innenausstattung. Unter anderem erhielten die Führerstände ein neues Außendesign mit elektronischem Fahrtzielanzeiger ähnlich der seit 2003 hergestellten Baureihe 81-740/741. Auch der Innenraum wurde unter anderem durch verbesserten Schallschutz komfortabler. Das neue Modell soll künftig die Moskauer U-Bahn-Wagen der 81-717/714er-Baureihe auf mehreren Linien nach und nach ersetzen. Als erstes wurde es auf der Samoskworezkaja-Linie getestet, deren Fuhrpark teilweise noch aus in den 1980er Jahren gebauten Waggons der 81-717/714er-Reihe besteht. Aktuell befindet sich ein Zug auf der Kalininskaja-Linie im regulären Einsatz.